# Fortaleza da Ilha do Boi
A Fortaleza da Ilha do Boi localizar-se-ia na antiga ilha do Boi, na baía de Vitória, litoral do atual estado brasileiro do Espírito Santo.

## História
Esta estrutura defensiva foi projetada para defesa da barra exterior da vila de Vitória. Uma planta da ilha do Boi, colorida, no Arquivo Militar no Rio de Janeiro, especificava:
"Planta topográfica da ilha do Boi, mostrando em ponto maior a ilha do Boi, que forma a barra principal do rio do Espírito Santo, que vai ter à vila do mesmo nome e também a vila da Vitória, capital da Capitania do Espírito Santo: está em altura de 29 graus e 15 minutos de latitude ao sul: esta ilha está lançada da parte do norte da dita barra que forma da outra parte do sul o monte Moreno e morro de Santa Luzia na terra firme. Esta sobredita ilha é montuosa e se eleva toda sobre a marinha, cercando-a quase uma rocha viva, e só dá lugar para se desembarcar nos pequenos pontos notados com as letras A. B. C. D. E. porque nesse lugar está sempre o mar em flor, e as embarcações que vêm demandar a barra se afastam com muito cuidado dela por causa da correnteza das águas, que puxam aí para a ilha, e para o pequeno canal N que fica entre ela e a pequena ilhota chamada Calheta onde tem sucedido muitos naufrágios e perda de embarcações. Toda a ilha não tem terreno mais próprio para se fortificar que a cabeça Q. onde senta a econográfica F. G. H. I. L. M. porque toda a embarcação que vier demandar a barra há de passar por baixo da artilharia da dita fortaleza desenhada. O terreno em que se assenta a dita econográfica projetada não supre melhor nem mais regular fortificação, porque o lado F. G. defende o canal que formam as pontas O. P. da ilha do Boi e Calheta com a Ilha dos Frades que lhe fica fronteira e melhor se percebe da topografia nº 1 que mostra a barra e rio. O lado Q. H. vareja as Calhetas por cima: o lado M. I. defende o canal do sul que se procura para montar a barra: I. L. defende o canal de oeste já dentro da barra entre a ilha e o Monte Moreno: o lado L. M. vem a cruzar oblíquamente a dita barra com o forte de S. Francisco Xavier, que fica da outra parte: o lado F. M. da entrada fica coberto, e não pode ser atacado, por isso serve para a comunicação da dita fortaleza.
O fundo que tem esta ilha ao redor se vê pelos números de conta, que o seu valor são palmos da craveira ordinária. A restinga R. fica seca ao pé da ilha, porém no meio tem 5 palmos de altura, e se passa a váu para a praia de Suá.
O prospeto que se vê no alto da planta mostra a elevação desta ilha tirada com a cratícula do forte de S. Francisco Xavier: ela não tem gênero algum de cultura, é cheia de bosques e algum pequeno pasto: S. é a fonte que dá todo o ano água para o uso de quem mora na ilha, que é um só morador, que habita no lugar: T. V. é a fonte das Bonecas, que quando há seca grande, dizem, que seca toda. O mais se conhece pelo desenho.
Levantada pelo capitão engenheiro José António Caldas, em 10 de outubro de 1767." (MARQUES, 1878:32)
Esta estrutura está mencionada em Ofício de 28 de abril de 1768 do governador e capitão-general da Capitania da Bahia (a quem a Capitania do Espírito Santo se subordinava), Marquês do Lavradio (1767-1769), para Francisco Xavier de Mendonça Furtado no reino, onde o primeiro promete empregar todos os seus esforços para a rápida construção da nova Fortaleza na ilha do Boi, da Capitania do Espírito Santo (OLIVEIRA, 1975:206). Embora o mesmo autor afirme que sua execução foi confiada ao engenheiro José Antônio Caldas, que não fez a obra a contento (op. cit., p. 206), a informação é discutível, uma vez que não foram localizadas informações posteriores a seu respeito. Isso leva a crer que, na realidade, a estrutura tenha ficado apenas no projeto.
A ilha do Boi, integrante do complexo de ilhas do Município da Vitória, encontra-se hoje ligada à ilha de Vitória através de aterros, tendo sido ocupada por residências de 1978 a 1985. As suas águas são objeto de estudos de biologia marinha pela Universidade Federal do Espírito Santo (UFES).